# Jacob Bure
Jacob Bure, född 1646, död 1709, var en svensk landshövding.

## Biografi
Jacob Bure var son till Jonas Bure den yngre och Märta Bonde samt sonson till Jonas Bure. Han blev i september 1660 student vid Uppsala universitet och reste sedan utomlands. Bure blev 5 maj 1673 extra ordinarie assessor i Bergskollegium och blev ordinarie 19 december 1676. Under vilket han bland annat var involverad i att utröna förhållandena vid Hällefors gruvor, samt inventerade Hällefors 1686. 1691 blev han lagman i Norrlands lagsaga som han var till 1698. Under åren som lagman ingav han en relation över kopparfyndigheterna i Svappavaara malmberg.
Den 8 februari 1698 utnämndes han till landshövding i Åbo och Björneborgs län och 29 maj 1706 landshövding i Stora kopparbergs län. Han avled 1709.

### Familj
Jacob Bure var gift med Margareta Catharina Olivecrantz (1666–1717). Hon var dotter till generalguvernören Johan Paulin Olivecrantz och Brita Björnklou. Deras enda barn, Margareta Bure, avled ogift samma år som Jacob Bure själv.